# Molino de papel de Culhuacán
El molino de papel de Culhuacán es un monumento histórico que se encuentra en el número 6 de la calle 15 de septiembre en el Pueblo de Culhuacán de la Ciudad de México y fue construido alrededor de 1576 por la Orden de San Agustín  para elaborar papel para surtir al Convento y Seminario de Lenguas de San Juan Evangelista

## Historia
En 1552 los Agustinos se establecieron en la antigua fundación Franciscana de Culhuacán, donde comenzaron la construcción del Convento y Seminario de Lenguas de San Juan Evangelista, el cual fue establecido como centro de evangelización del área, tarea para la que se requería elaborar documentos y libros, sin embargo, a mediados del siglo XVI el papel era un producto escaso, ya que no había suficiente producción de papel en España para cubrir la enorme demanda que había en los territorios Americanos, y tenía que ser forzosamente importado debido al monopolio ejercido por la casa de contratación de Sevilla. Para paliar la escasez de papel, hacia 1576 los Agustinos decidieron construir un molino hidráulico de papel, al cual abastecieron desde un manantial cercano por medio de un acueducto.
La primera mención del molino data de 1580, en un documento conocido como La relación de Culhuacán, el cual forma parte de las Relaciones geográficas de Indias, un censo realizado por órdenes del rey Felipe II a corregidores, alcaldes y gobernadores para conocer lo mejor posible sus posesiones en ultramar, su población y recursos La relación de Culhuacán fue realizada entre el corregidor de  Mexicaltzingo, Gonzalo Gallegos, y el religioso agustino fray  Juan  Núñez y en ella se menciona lo siguiente:

Hay en dicho pueblo un molino y batán en el que se hace papel y procede de una fuente en donde está asentado.